# 山岸勝榮
山岸 勝榮（やまぎし かつえい、1944年9月22日 - ）は、日本の英語学者、言語学者、英和・和英辞典編纂者。学位は博士（応用言語学）（明海大学・2004年）。明海大学名誉教授。
法政大学第二教養部教授、明海大学外国語学部教授などを歴任した。

## 略歴
山口県宇部市出身。1963年法政大学第二高等学校卒業、1967年法政大学文学部英文学科卒業、1972年同大学院人文科学研究科博士課程満期退学、法政大学第二教養部専任講師・文学部兼担。1976年同助教授・文学部兼担、1981年法政大学ロンドン分室室長、ロンドン大学(UCL)客員研究員。1985年法政大学第二教養部教授・文学部兼担。1988年明海大学外国語学部英米語科教授。同大学大学院応用言語学研究科教授。2004年「学習和英辞典編纂論とその実践」で明海大学より博士（応用言語学）の学位を取得。2015年明海大学を退職、名誉教授。2008年千葉県私学教育功労賞受賞。
朝日新聞を糺す国民会議に加わり、訴状執筆を担当。

## 著書

### 単著
- 『英語と米語はここが違う』（ジャパンタイムズ出版部、1981）
- 『イギリスの言葉と社会』（こびあん書房、1984）
- 『現代英米語の諸相』（こびあん書房、1989）
- 『続・現代英米語の諸相』（こびあん書房、1992）
- 『続々現代英米語の諸相』（こびあん書房、1993）
- 『日英言語文化論考』（こびあん書房、1995）
- 『英語教育と辞書』（三省堂、1997）
- 『英語・この一言が難しい』（洋販出版、1997）
- 『英語教育と辞書の思想と実践』（こびあん書房、1998）
- 『英語表現のロマンス』（洋販出版、1998）
- 『ユーモア英語のすすめ こんな時・こんな表現』（丸善、1998）
- 『英語になりにくい日本語をこう訳す― 日本語的発想・英語的発想』（研究社、1998）
- 『スピーチのためのユーモア英語』（丸善、1999）
- 『言えそうで言えない英語表現』（研究社、1999）
- 『学習和英辞典編纂論とその実践』（こびあん書房、2001）
- 『まねてはいけない！ マズい英語―辞書の権威が辞書にダメ出し』（学研プラス、2016）
- 『お金にまつわる英語表現80例― お金ってどうすればいい物？』(Amazon Kindle 版、2018)
- 『幸せにつながる英語表現― 名句・名言であなたの脳と心にうるおいを与えよ…』(Amazon Kindle 版、2018)
- 『英語をもっとよく理解するために― オモシロ・深刻誤訳集』(Amazon Kindle 版、2018)
- 『英語の語彙と文化とキリスト教― より深い英語理解のために』(Amazon Kindle 版、2018)
- 『英語で子供となぞ遊び: 英語脳を作るために』(Amazon Kindle 版、2018)
- 『“日本人英語”を超えよう！― 英語脳を作るための基本訓練』(Amazon Kindle 版、2018)
- 『恋と愛の英語表現』(Amazon Kindle 版、2018)
- 『2020年東京オリンピック―“おもてなし英語”の心』(Amazon Kindle 版、2018)
- 『その日本語表現、マズいのですが― ネットで拾った誤用法』(Amazon Kindle 版、2018)
- 『続・その日本語表現、マズいのですが― ネットで拾った誤用法』(Amazon Kindle 版、2018)
- 『英語教師の“人より一枚上手の英語力”― 学び続けること』(Amazon Kindle 版、2018)
- 『続・まねてはいけない！マズい英語― 英語らしい英語への処方箋』(Amazon Kindle 版、2018)
- 『祖国を弁護せよ― 民俗学的見地から』(Amazon Kindle 版、2018)
- 『子供に英語はこうして教える: 英語脳を身に付けさせるための案内書』(Amazon Kindle 版、2018)
- 『あなたの英語の“日本人性”をチェックする― 最上級レベルの英語習得をめざして』(Amazon Kindle 版、2018)
- 『多様な生徒・学生を長年教えて― 一英語教師の思い出』(Amazon Kindle 版、2018)
- 『日本語的発想・英語的発想１０１例― どこが日本語的　英語的か』(Amazon Kindle 版、2018)
- 『病気・病状に関する英語表現: 海外旅行・研修・留学必携便覧』(Amazon Kindle版、2018）
- 『日本語オモシロ語源・句源』(Amazon Kindle 版、2019)
- 『続々・その日本語表現、マズいのですが― ネットで拾った誤用法』(Amazon Kindle 版、2019)
- 『膵臓癌で逝った妻との想い出― 情報収集と必読書と要用介護のこと』(Amazon Kindle 版、2019)
- 『英語オモシロ語源・句源』（Amazon Kindle 版、2019）
- 『名字、このおもしろきもの― 地形的特徴に由来する日本人の名字』(Amazon Kindle 版、2019)
- 『日本人英語から本物の英語へ ― 日本人英語学習者の練習帳』（Amazon Kindle 版、2019）
- 『あなたの日本語、大丈夫？』（Amazon Kindle 版、2020）
- 『英語の語・句・表現にまつわるおもしろい話』(Amazon Kindle版、2020）
- 『続々々・その日本語表現、マズいのですが―ネットで拾った誤用法』（Amazon Kindle版、2020）
- 『日本語･日本文化ノート ― 知識は重荷にあらず』（2020）
- 『英語の言葉遊び ― 遊びやゲームの一形式としての英語』(2020)
- 『英語慣用句書き換えテスト ― 日本人英語教師のための58問』（第1集；Amazon Kindle版、2020）
- 『英語慣用句書き換えテスト ― 日本人英語教師のための70問』（第2集；Amazon Kindle版、2020）
- 『英語慣用句書き換えテスト ― 日本人英語教師のための108問』（第3集；Amazon Kindle版、2020）
- 『英語慣用句書き換えテスト ― 日本人英語教師のための97問』（第4集；Amazon Kindle版、2020）
- 『英語慣用句書き換えテスト ― 日本人英語教師のための97問』（第5集；Amazon Kindle版、2020）

### 共著・編著
- 『車の英語考現学―ドライバーの英語用例事典』編著（こびあん書房、1979）
- 『未来をめざす大学改革 大学の危機を救うために』（杉山徹宗共編； 鷹書房弓プレス、 1996）
- 『スピーチのためのユーモア英語』（L.G.パーキンズ共著； 丸善ライブラリー、 1999）
- 『100語で学ぶ英語のこころ 日本人の気づかない意味の世界』（関根紳太郎共著； 研究社、2004）
- Useful Daily American Colloquial and Slang Expressions (Coauthor: Leo G. Perkins; Amazon Kindle, 2019)
- Toasts and Short Comments and Short Stories Related to Speeches (Coauthor: Leo G. Perkins; Amazon Kindle, 2019)
- Kids English Humor―For the Young and Young at Heart (Coauthor: Leo G. Perkins; Amazon Kindle 版, 2019)

### 監修
- 『ビジネスピープルの英会話』（全６巻；1984, 研究社出版）
- 『キャニング・ビジネス英会話教本』(1987, 研究社出版)
- 『アメリカ生活の英会話』(1992, 研究社出版)
- 『キーストーン英作文』（数研出版、1997）
- 『英語辞書活用ノート』(1998, 数研出版)
- 関根紳太郎『すぐにできる海外インターネット活用事典』（小学館、2000）
- 『単語博士 ― いちばん知りたい暮らしの英語』（小学館、2003）

その他

### 訳編
- ノーマン・モス『えい・べい語考現学―どこがどう違う？』（こびあん書房、1977）◆Norman Moss: What's the Difference?―A British / American Dictionary の訳編　［日本図書館協会選定図書］
- ギュスターヴ・キルヒナー『アメリカ語法事典』（前島儀一郎、丹羽義信、佐野英一共訳；大修館書店、1983）◆Gustav Kirchner: Die syntaktischen Eigentümlichkeiten des Amerikanischen Englisch (全２巻)の全訳
- フィリッパ・スチュワート『イギリス少数民族史』（日野寿憲共訳；こびあん書房、1988） ◆Phillippa Stewart: Immigrants の全訳
- マイケル・クラウス『アメリカ建国の民―モザイク国家の市民』（日野寿憲共訳；こびあん書房、1990）◆Michael Kraus：Immigration―The American Mosaic の全訳
- W.R.リー『米語対照・イギリス口語学習辞典』訳編（こびあん書房、1991）◆William R. Lee: A Study Dictionary of Social English の全訳　［全国学校図書館協議会選定図書］
- デイヴィッド・グラッドル『英語の未来』（研究社出版、1999）◆David Graddol: The Future of English?の全訳

### 編纂辞典
- 編集主幹『ニューアンカー和英辞典』（学習研究社、1991）
- 編集主幹『スーパー・アンカー英和辞典』（学習研究社、1997）、第二版（2001）、第三版（2003）、第四版（2009）、第五版(2015；ミッキーマウス版あり)、第五版新装版（2021）
- 編集主幹『スーパー・アンカー和英辞典』（学習研究社、2000）、第二版（2004）、第三版（2012）、第三版新装版（2015；ミッキーマウス版あり）、第四版（2021）
- 編集主幹『アンカーコズミカ英和辞典』（学習研究社、2007）

### 童謡・唱歌などの英訳
- 日本で昔から歌い継がれてきた童謡・唱歌・民謡などの英訳を手掛けて、現在までに約170曲の英訳が完成しており、うち約100曲には譜割りも行われている。インターネット上では多くの人たちに引用されており、国内の多数の著名合唱団でも利用されている。また、海外の音楽研究者（アメリカ、ルーマニア他）の間でもその英訳は日本語との比較対象に用いられており、「ずいずいずっころばし」(Gooey, gooey, soft and sticky)、「さくらさくら」(Cherry Blossoms)、「ほたる　こい」（Fly, Fly, Firefly, Come)、「むらまつり」(The Village Festival)、「ゆき」(Snow) の計5曲は、New York (Park Avenue South) の Kodansha America, Incが発行した外国人用日本語教科書WADAIKO―An Introduction to the Sounds and Rhythms of Japanese （CD付き）に収録されている。